# Клин (Куньинский район)
Клин — деревня в Куньинском районе Псковской области России. Входит в состав Куньинской волости.

## География
Расположена в 4 км к северо-востоку от райцентра Кунья.

## Население
| 2001 | 2002 | 2010 |
| ---- | ---- | ---- |
| 62   | →62  | ↘49  |

Численность населения деревни по оценке на начало 2001 года составляла 62 жителя.

## История
Клин известен как древний город, первое упоминание которого в летописях относится к 1131 году.
В 1733 году здесь была построена Воскресенская церковь, сохранившаяся до наших дней.
На погосте Клин Торопецкого уезда Псковской губернии в 1865 году родился патриарх Московский и всея России Тихон, канонизированный Русской православной церковью в лике святителя в 1989 году. В 2010-е годы Великолукская епархия организовывала сюда паломничества.
С января 1995 до декабря 2005 года деревня входила в состав Куньинской волости (в границах Боталовской волости) с центром в пгт Кунья, с января 2006 до апреля 2015 года — в состав ныне упразднённой Боталовской волости. 